# 加琳娜·丹尼爾琴科
加琳娜·維克托羅芙娜·丹尼爾琴科（又譯丹尼利琴科；1964年7月5日—），烏克蘭親俄合作者。其2000年至2015年擔任會計師，時任梅利托波爾滑動軸承廠廠長。自2015年起為梅利托波爾市議會成員兼秘書。2022年，梅利托波爾被俄羅斯佔領後，俄羅斯聯邦軍隊任命其為俄佔梅利托波爾「代理市長」。

## 生平
丹尼爾琴科於1964年7月5日出生在奧爾洛韋。她曾就讀於梅利托波爾農業機械化學院及莫斯科農業學院。她在幼兒園工作了幾個星期，然後在拖拉機液壓裝置廠的實驗室工作。
在完成經濟學和審計學的教育後，丹尼爾琴科在一家汽車廠擔任會計師。從2000年到2015年，她在梅利托波爾一家滑動軸承廠擔任會計師。其後她成為這家工廠的廠長，而工廠的老闆是親俄份子葉夫根尼·巴利茨基。2022年俄羅斯入侵烏克蘭時，巴利茨基獲俄國軍隊當局任命為扎波羅熱州州長。
在2004年烏克蘭總統選舉中，她投票給了維克托·尤先科，但對他的統治感到失望。2014年，她投票給了彼得·波羅申科，2017年她稱波羅申科為最糟糕的總統，並表示她後悔投票給他。

## 事蹟
在巴利茨基邀請下，丹尼爾琴科開始從政。直到2015年，丹尼爾琴科仍是地區黨的成員。2015年，她以反對陣營成員當選梅利托波爾市議會議員，並很快獲任命為議會秘書。2021年，她成為扎波羅熱地區聯絡中心主任。

### 2022年俄羅斯入侵烏克蘭
由於丹尼爾琴科與俄羅斯軍隊合作，其於梅利托波爾市長伊萬·費多羅夫被俄羅斯軍方綁架後的第二天，即2022年3月12日被俄羅斯當局宣佈任命其為「該市代理市長」。同時，她宣布撤銷市議會，由「人民代表委員會」取代。 丹尼爾琴科向梅利托波爾居民錄製了一段影片訊息：「現在我們的主要任務是調整所有機制以適應新的現實，盡快開始新的生活。」她間接提到了抗議活動，並補充說：「儘管我們盡了最大努力，但仍有人試圖破壞該市局勢的穩定，他們呼籲你們採取極端主義行動。我請您謹慎行事，不要對這些挑釁上當。」丹尼爾琴科還感謝車臣首腦拉姆贊·卡德羅夫提供的人道主義援助。根據烏克蘭安全局和BBC的說法，丹尼爾琴科作為梅利托波爾市市長並沒有實權，而是葉夫根尼·巴利茨基的橡皮圖章。
2022年3月13日，因丹尼爾琴科企圖在梅利托波爾建立佔領政府，烏克蘭總檢察長伊琳娜·韋涅季克托娃以叛國罪指控對其展開調查。調查是應梅利托波爾市議會的要求而展開。2022年4月，丹尼爾琴科在接受克里米亞通訊社採訪時感謝俄羅斯軍隊「如此溫和而小心地」進入這座城市。在其中一條影片訊息中，丹尼爾琴科說，該市的烏克蘭電視頻道正在被俄羅斯頻道取代：「我們感到現在缺乏可靠訊息。你應重新配置電視接收器並獲取真實訊息」。丹尼爾琴科召集學校校長開會要求復課，校長和老師拒絕並決定辭職，丹尼爾琴科帶著機關槍的蒙面人試圖將他們趕到大樓內，隨後多名校長遭綁架和毆打，而梅利托波爾的學校於4月正式復課。2022年5月，丹尼爾琴科宣布「傳播民族主義思想的偽歷史書籍」將從梅利托波爾的中央圖書館下架，只有「講述真實歷史版本的書籍」才會出現在書架上。丹尼爾琴科向塔斯社表示，包括她自己在內的大約一千名梅利托波爾公民已經申請了俄羅斯護照。
2022年5月30日上午，發生針對俄佔扎波羅熱州州長巴利茨基的暗殺，其居住的建築發生爆炸，巴利茨基的姪女被炸傷。另外報導指，一輛載有丹尼爾琴科本人的汽車正從購物中心駛去時，咖啡館後面的沙井發生爆炸，儘管丹尼爾琴科無恙，但爆炸明顯地是針對丹尼爾琴科本人。報導稱，爆炸發生後，丹尼爾琴科曾要求辭職，但她提出辭職的其中一個條件是移交給烏克蘭的特殊服務部門。
2022年6月，丹尼爾琴科宣布梅利托波爾正準備全民公決，但沒有具體說明公投的內容。

#### 制裁
2022年3月24日，英國宣佈因其支持非法侵略烏克蘭而制裁丹尼爾琴科。2022年4月7日，澳洲跟進制裁。2022年6月3日，歐盟跟進制裁。2022年6月27日，加拿大跟進制裁。